# Halassy Olivér
Vitéz Halassy Olivér (előtte Haltmayer) (Újpest, 1909. július 31. – Budapest, 1946. szeptember 10.) vízilabdázó olimpiai- és Európa-bajnok, úszó Európa-bajnok.
Tanulmányait az újpesti 1. számú fiú polgári iskolában végezte (a mai Tanoda téri iskola épületében). Nyolcéves volt, amikor megpróbált felugrani egy mozgó villamosra, és lecsúszott a lépcsőről. Bal lábát amputálni kellett. 1946-ban a mai napig tisztázatlan körülmények között, valószínűleg szovjet fegyveres katonák megölték.

## Sportpályafutása
Az UTE úszója és vízilabda játékosa volt. Tagja volt 1931-ben a párizsi, 1934-ben a magdeburgi és 1938-ban a londoni Európa-bajnokságot nyert vízilabda csapatnak. 1928-ban az amszterdami olimpián második, 1932-ben a Los Angeles-i, 1936-ban a berlini olimpián az aranyérmet megszerző vízilabdacsapat tagja.
1926 és 1938 között 400, 800, 1500 méteres gyorsúszásban, 4 × 200 méteres gyorsváltóban ért el kiváló eredményeket. 1927-ben 5. volt 1500 méter gyorson az Európa-bajnokságon. 1931-ben Párizsban az 1500 méteres gyorsúszás Európa-bajnoka volt. Tizenegy alkalommal nyert folyamúszásban országos bajnokságot, csapatban 9 alkalommal. Az UTE sportolójaként nyolcszoros úszó és 91-szeres vízilabda-válogatott volt. Összesen 36 bajnoki címet nyert, és 12-szer javított országos csúcsot.

## A világháború alatt
A világháborúban a német megszállás idején, 1944-ben saját háza pincéjében bújtatott számos zsidó származású sportolót és más barátokat. Édesapjától örökölt vitézi gyűrűjét Halassy egy üldözött orvosnak adta, hogy az külföldre menekülésében segítségére legyen. A megszállók elől menekülő embernek azt tanácsolta, viselje a gyűrűt feltűnően, így esetlegesen elkerülhet egy-két váratlan igazoltatást. Barátjának így sikerült is elhagynia az országot.

## Halála
1946. szeptember 10-én egyes feltételezések szerint egy szovjet katonai járőr el akarta kobozni az apósa autóját, amivel egy sofőrrel együtt közlekedett. Halassy nem volt hajlandó átadni a járművet, erre egyszerűen lelőtték a sofőrrel együtt. A kocsit később a gumijai nélkül találták meg. A nagy felháborodást kiváltó rablógyilkosság kapcsán a korabeli sajtó nem említette, hogy az elkövetők szovjet katonák voltak.
Halálának körülményeiről valójában semmit sem tudunk, a korabeli sajtó gengszterekről írt. A rablógyilkosság elkövetői bárkik lehettek. A háború utáni zavaros időkben, mind a szovjet hadsereg dezertőreiből, mind magyar bűnözőkből számos ún. vetkőztető banda jött létre, akik többnyire a szovjet hadsereg ruháit hordták. Mindenesetre az esetnek egyetlen szemtanúja sem maradt élve. Az elkövetőkről szóló hírek feltételezések.

## Érdekesség
Fizikai kondíciójára jellemző volt, hogy az 1931-es párizsi Európa-bajnokságon az 1500 méteres gyorsúszás-döntő, és a vízilabda-döntő között mindössze két óra állt rendelkezésére a pihenésre, mégis kiemelkedőt alkotott, hiszen úszásban egyéni Európa-bajnok lett, majd a vízilabda csapattal is elnyerte a címet ugyanazon a napon.

## Eredményei
Vízilabda
- Magyar bajnokság
  - bajnok (1930, 1931, 1932, 1933, 1934, 1935, 1936, 1937, 1938, 1939)
- Magyar kupa
  - győztes (1929, 1936)

Úszás
- Magyar bajnokság
  - 400 m gyors
    - bajnok 1929, 1930
    - második 1931

  - 800 m gyors
    - bajnok 1928, 1929, 1931

  - 1500 m gyors
    - bajnok 1926, 1927, 1928, 1929, 1930, 1931, 1932

  - folyamúszás
    - bajnok 1928, 1929, 1931, 1933, 1934, 1935, 1936, 1937, 1938

  - folyamúszás csapat
    - bajnok 1928, 1931, 1933, 1934, 1935, 1936, 1937, 1938
    - második 1929

  - 4 × 200 m gyors
    - bajnok 1933
    - második 1931

## Rekordjai
400 méter gyors
- 5:16,0 (1929. augusztus 3., Budapest) országos csúcs
- 5:14,8 (1930. december 8., Budapest) országos csúcs (33 m)

500 méter gyors
- 6:56 (1928. július 6., Budapest)
- 6:54,6 (1929. augusztus 25., Budapest)
- 6:44,2 (1932. november 5., Bécs)

800 m gyors
- 11:22,6 (1929. június 9., Budapest) országos csúcs
- 11:15,6 (1929. augusztus 11., Szolnok) országos csúcs
- 11:06,6 (1932. május 15., Budapest) országos csúcs

1500 m gyors
- 22:54,6 (1926. augusztus 18., Budapest) országos csúcs
- 22:25 (1926. augusztus 19., Budapest) országos csúcs
- 22:24 (1927. augusztus 30., Bologna) országos csúcs
- 22:05 (1927. szeptember 1., Bologna) országos csúcs
- 21:59,6 (1928. szeptember 6., Budapest) országos csúcs
- 21:25 (1929. július 21, Bologna) országos csúcs
- 20:49 (1931. augusztus 30, Párizs) országos csúcs

## Díjai, elismerései
- Két alkalommal kapott „SIGNUM LAUDIS” kitüntetést (1928)
- A Nemzeti Sport nagydíja (1931)[3]
- Toldi érdemérem (1936)
- Magyar Örökség díj (2006)
- Úszó Hírességek Csarnokának tagja (1978)

## Emlékezete
- Halassy Olivér Sportcsarnok (1989)
- Halassy Olivér Sport Egyesület
- emléktáblája a Tanoda téren (2009)
- bronz mellszobra Újpesten a Pozsonyi utcában; Tóth Dávid alkotása (2011)[4]
- Halassy Olivér Német Tagozatos Általános Iskola (2012)
- Halassy Olivér Sportközpont – Városi Uszoda (2013)[5]
- Halassy Olivér-díj (2016)
- A csodafedezet – Vitéz Halassy Olivér című dokumentumfilm (2018)[6]

## Képgaléria

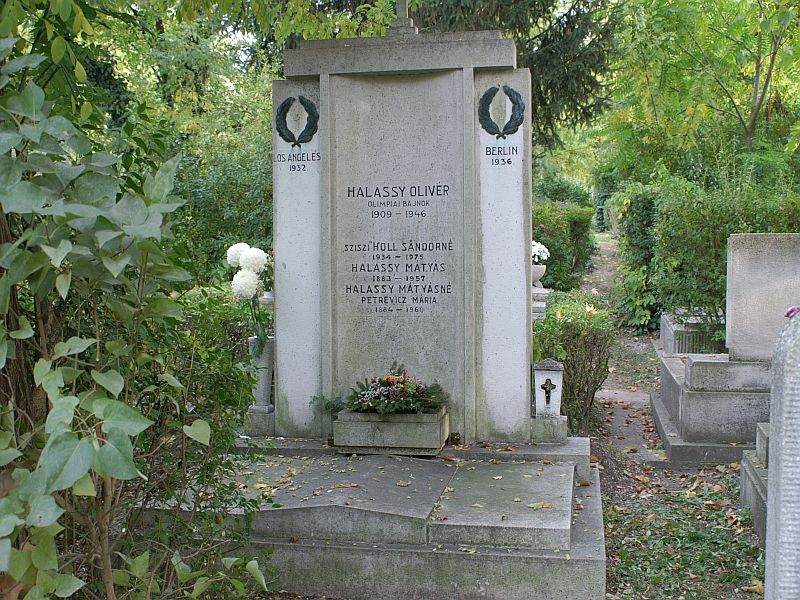
Halassy Olivér sírja Budapesten. Újpest-Megyeri temető: 22-2-1/2.